# Castilleja wallowensis
Castilleja wallowensis är en snyltrotsväxtart som beskrevs av Francis Whittier Pennell. Castilleja wallowensis ingår i släktet målarborstar, och familjen snyltrotsväxter. Inga underarter finns listade i Catalogue of Life.